# Monodontomerus aeneus
Monodontomerus aeneus är en stekelart som först beskrevs av Etienne Laurent Joseph Hippolyte Boyer de Fonscolombe 1832.  Monodontomerus aeneus ingår i släktet Monodontomerus och familjen gallglanssteklar. Arten är reproducerande i Sverige. Inga underarter finns listade i Catalogue of Life.